# Charles Meyer
Carl Wilhelm „Charles“ Meyer (* 16. März 1868 in Flensburg; † 31. Januar 1931 in Dieppe) war ein dänischer Radsportler.
Im Jahre 1892 hatte Charles Meyer seine ersten Erfolge, als er jeweils Zweiter bei den französischen Straßenrennen Paris–Nantes–Rennes–Paris und Paris–Nantes–Caen–Rouen–Paris wurde. Im Jahr darauf gewann er Paris–Trouville und Amiens–Dieppe. 1893 lieferte er sich einen Wettkampf mit Buffalo Bill, wer in zwölf Stunden mehr Kilometer ableisten könne, Meyer auf dem Fahrrad oder Buffalo Bill auf dem Pferd. Meyer schaffte 332 Kilometer und verlor damit um zwölf Kilometer.
1894 belegte Meyer beim Bol d’Or Platz zwei, wurde ebenfalls Zweiter bei Lyon-Paris-Lyon sowie Dritter bei Paris-Dinant. 1895 gewann er das über 600 Kilometer lange Eintagesrennen Bordeaux–Paris mit mehr als 14 Minuten Vorsprung vor Jean-Marie Corre und belegte im Jahr darauf den zweiten Platz bei der ersten Austragung von Paris–Roubaix hinter dem Deutschen Josef Fischer. 1897 wurde er bei Bordeaux–Paris Dritter.
Meyer, der als Rennfahrer den Vornamen „Charles“ angenommen hatte, lebte ab 1888 in Dieppe und eröffnete dort die Auto- und Fahrradwerkstatt Grand Garage Meyer. 1898 nahm er die französische Staatsbürgerschaft an. Er betreute Charles Terront während dessen Tour mit dem Fahrrad von Sankt Petersburg nach Paris im Jahre 1893. 1907 stellte er seine Räumlichkeiten dem neu gegründeten Covered Lawn Tennis and Badminton Club der britischen Kolonie von Dieppe zur Verfügung. Dort fanden auch Wettbewerbe im Fechten, im Ringen und im Rollschuhlaufen statt sowie Filmvorführungen.